# ウィントン・モーター・レースウェイ
ウィントン・モーター・レースウェイ（英: Winton Motor Raceway）は、オーストラリアのビクトリア州ベナラ近郊のウィントンにあるサーキット。

## 歴史
ベナラオートクラブは、バージャルにある既存のトラックの代わりとして、1958年頃に恒久的なレーストラックの計画を開始した。  1960年にウィントンレクリエーション保護区にトラックを建設することが決定され、トラックは1年程で完成した。サーキットは1961年11月26日に最初のレースミーティングを主催。 サーキットはすぐに人気となった。1965年3月の会議では、ネプチューンツーリングカーとビクトリアンフォーミュラツーチャンピオンシップが開催され、約10,000人の観客が集まった。1997年のV8スーパーカーチャンピオンシップの前にサーキットの長さが延長され、改修工事後には新しいピットコンプレックスが含まれていた。

## サーキット

### レイアウト

ナショナルサーキット
クラブサーキット